# ASDP Ribera 1954
Associazione Sportiva Dilettantistica Polisportiva Ribera 1954 byl italský fotbalový klub sídlící ve městě Ribera. Klub byl založen v roce 1954 pod jménem Associazione Sportiva Ribera Calcio. V sezóně 2011/12 vyhrál Eccellenzu a poprvé v klubové historii postoupil do Serie D. V létě 2013 klub nepodal přihlášku do dalšího ročníku Serie D a byl následně zlikvidován.